# Stephen Breyer
Pour les articles homonymes, voir Breyer.
Stephen Gerald Breyer, né le 15 août 1938 à San Francisco, est un juriste américain, juge assesseur de la Cour suprême des États-Unis de 1994 à 2022. Nommé par le président Bill Clinton, il est considéré comme un juge progressiste. Le 26 janvier 2022, il annonce sa démission de la Cour suprême, qui devient effective le 30 juin suivant.
Il était auparavant juge à la cour d'appel des États-Unis pour le premier circuit, à partir de 1980 et sa nomination par Jimmy Carter. Il préside l'instance de 1990 à 1994.

## Biographie

### Origines, études et vie privée
Stephen Breyer est le fils d’Irving Gerald Breyer, un conseiller juridique, et de Anne A. Breyer née Roberts. La famille Breyer est alors représentative de la classe moyenne juive de San Francisco en Californie.
Il poursuit des études supérieures à l'université Stanford, au Magdalen College de l'université d'Oxford et à l'école de droit de l'université Harvard.
Il est marié depuis 1967 à Joanna Freda Hare, une psychologue issue de l'aristocratie britannique. Le couple a trois enfants.
Francophile, grand connaisseur de la pensée de Benjamin Constant, lecteur de Marcel Proust et de Stendhal, il parle couramment français. Stephen Breyer inaugure en 2006 le D.C. French Festival de Washington.

### Carrière professionnelle
Stephen Breyer commence sa carrière juridique en tant qu'assistant du juge assesseur de la Cour suprême des États-Unis Arthur Goldberg en 1964.
De 1965 à 1967, il est l'assistant de l'Attorney général des États-Unis spécialisé dans la lutte contre les trusts. À partir de 1967, il enseigne à l'école de droit d'Harvard.
En 1973, il est conseiller juridique du procureur dans le scandale du Watergate. Il travaille ensuite avec le sénateur Edward Moore Kennedy.
De 1980 à 1994, Stephen Breyer est juge à la cour d'appel des États-Unis pour le premier circuit. Sa nomination fut la dernière approuvée par le Sénat sous l'administration de Jimmy Carter.
En 1994, le président Bill Clinton le nomme à la Cour suprême pour siéger à la place de Harry Blackmun. Il est confirmé par le Sénat le 3 août 1994 par 89 voix contre 9.
Il est élu en 2012 membre associé étranger de l'Académie des sciences morales et politiques (reçu sous la Coupole de l'Institut de France le 8 avril 2013).
Après le décès de Ruth Bader Ginsburg en 2020, il fait partie du trio progressiste de la Cour suprême, aux côtés de Sonia Sotomayor et Elena Kagan. Le 26 janvier 2022, Stephen Breyer annonce sa démission de la Cour suprême, qui devient effective le 30 juin suivant.

## Philosophie juridique
Stephen Breyer est réputé avoir une approche conséquentialiste et évolutive de la Constitution. Il s'intéresse davantage à l'accompagnement par la Constitution de l'évolution des mentalités et aux conséquences inhérentes de ses décisions et rejette l'interprétation du texte selon le sens commun de l'époque de sa promulgation (doctrine originaliste des juges Scalia et Thomas), et défend que la Cour puisse s'inspirer du droit international et étranger pour interpréter la Constitution.
Stephen Breyer a écrit un livre en 2005 dans lequel il explicite sa pensée sous le nom de Active Liberty, publié en France sous la traduction Pour une démocratie active et préfacé par Robert Badinter. Il parle couramment français.
En comparaison à ses collègues, surtout ceux professant la même approche conséquentialiste et évolutive, Stephen Breyer est réputé pour faire preuve d'une plus grande déférence vis-à-vis des législatures d'État et en particulier vis-à-vis du Congrès fédéral. Par exemple, il est, en 2011, l'un des deux seuls juges dans la minorité dans l'affaire Brown v. Entertainment Merchants Association (en) (avec le conservateur Clarence Thomas), lorsque la Cour invalide l'interdiction de vendre des jeux vidéo violents aux mineurs au nom de la liberté d'expression. En 2014, son vote est déterminant pour autoriser le prélèvement sans mandat d'échantillons ADN de toute personne gardée à vue (Maryland v. King (en)). Il se distingue d'eux également dans l'affaire Van Orden v. Perry (2004), où il considère que l'existence d'un monument des dix commandements à proximité de la législature du Texas ne viole pas le principe constitutionnel de séparation de la religion et de l'État.
Cependant, Stephen Breyer reste quand même un juge progressiste (ou liberal selon l'expression américaine), votant pour maintenir l'avortement comme droit constitutionnel, pour le droit au mariage homosexuel (Obergefell v. Hodges, 2015), ou encore pour valider l'Obamacare (National Federation of Independent Business v. Sebelius (en), 2012). En 2015 dans Glossip v. Gross (en), il publie une opinion dissidente, jugeant que la Cour devrait interdire la peine de mort comme étant un châtiment cruel et inhabituel, un revirement par rapport à sa position antérieure.